# Institut international d'agriculture tropicale

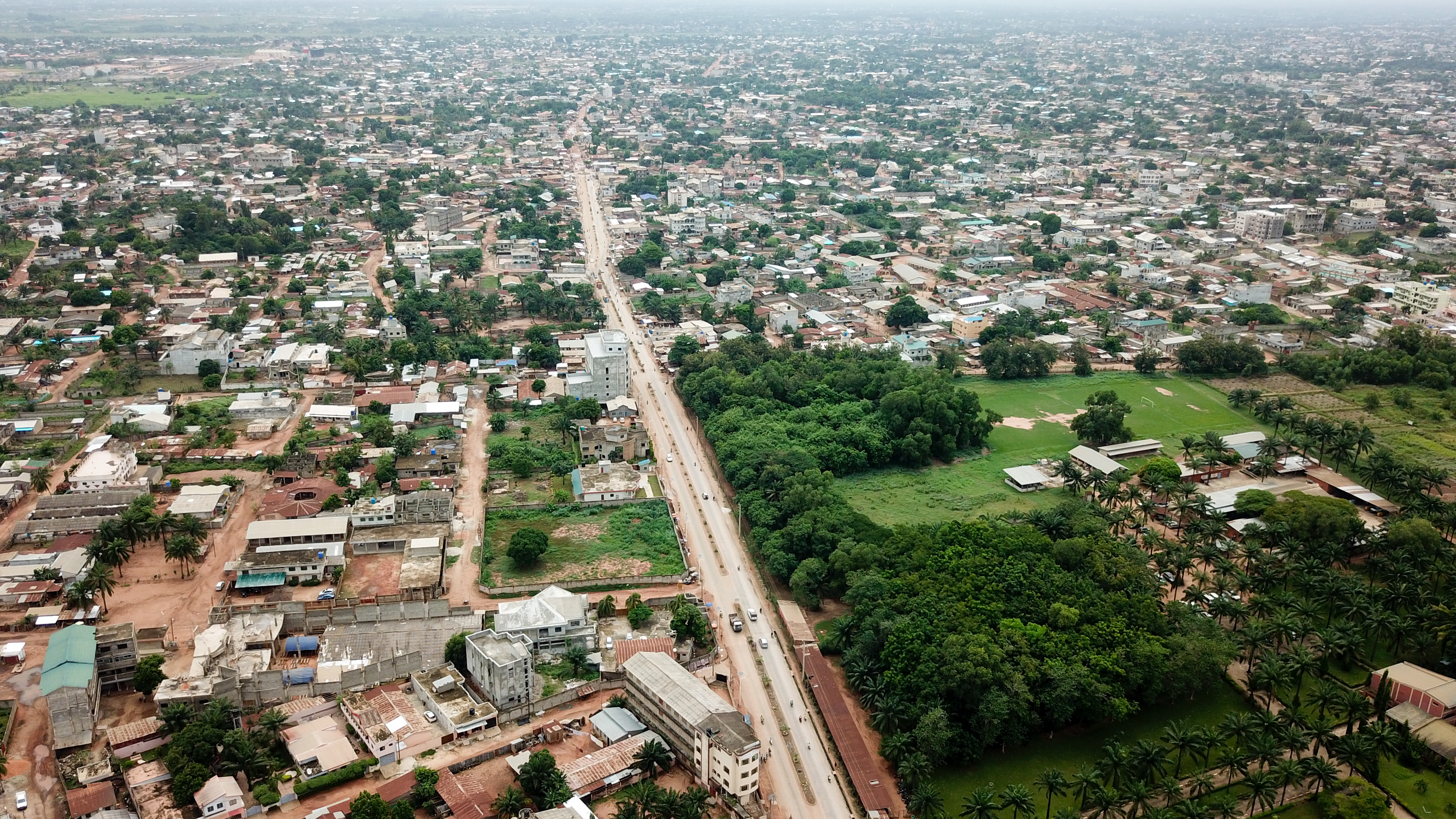
Entrée principale de l'IITA à Abomey-Calavi au Bénin.

L'Institut international d’agriculture tropicale (IITA) est l'un des centres de recherche membres du Groupe consultatif pour la recherche agricole internationale.
L'institut est basé à Ibadan au Nigeria.

## Histoire
L'IITA est créée en 1967 et constitue le premier maillon du Groupe consultatif pour la recherche agricole internationale. La création de l'institut est le fruit d'un partenariat entre les fondations Ford et Rockefeller.
En 2011, l'IITA lance le IITA Youth Agripreneurs (IYA) pour redonner du souffle au secteur agricole dans l'esprit des jeunes.
En 2012, l'IITA crée une équipe informatique associée au programme Agripreneurs qui développe les outils informatiques nécessaires au déroulement du programme Agripreneurs (comme des drones), et qui forme les Agripreneurs aux technologies de l'informationet de la communication.
En 2015, la Banque africaine de développement (BAD) et l'IITA développent la plateforme technologique Technologies pour la transformation de l'agriculture africaine (TAAT) avec un budget de 800 millions de dollars assuré par la Banque mondiale et la BAD. Le programme Agripreneurs est lancé au Nigeria avec l'appui de la BAD et du Ministère Fédéral Nigérian de l'Agriculture et du Développement rural.
En mai 2018, l'IITA signe une convention avec le Ministère de l'Agriculture et du Développement rural du Cameroun pour déployer son programme Agripreneurs dans les écoles du pays.
En mars 2019, l'IITA lance le programme Start Them Early (STEP) visant à enseigner l'agroalimentaire et l'agrobusiness aux élèves du primaire et secondaire. La première phase du programme concerne 9 écoles secondaires de RDC, Kenya et Nigeria. En mai 2019, l'IITA rejoint le Partenariat pour les Forêts du Bassin du Congo (PFBC) qui fait la promotion de la gestion durable des écosystèmes forestiers d’Afrique Centrale.

## Description

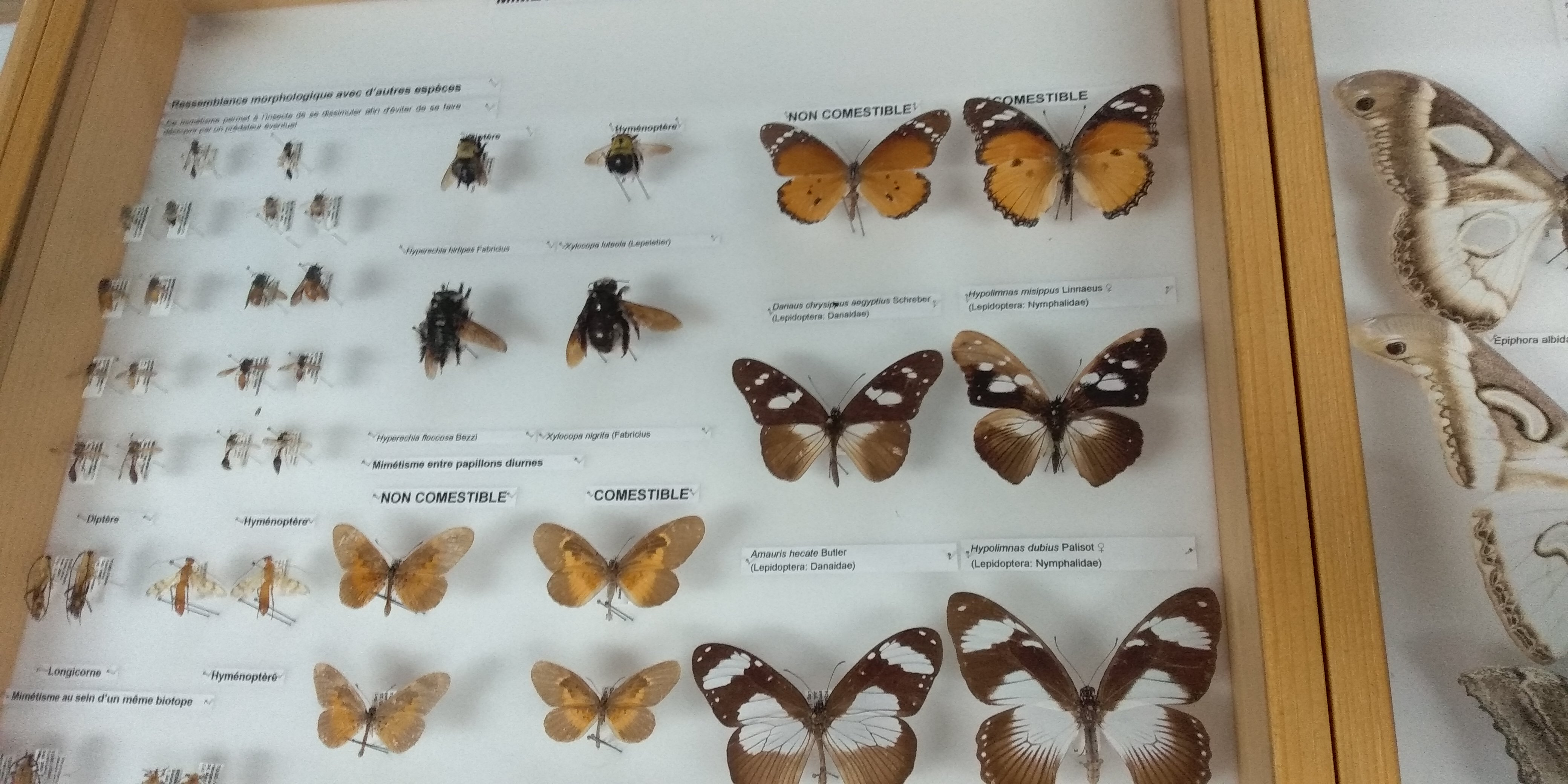
Collection entomologique au musée de l'IITA d'Abomey-Calavi.

L'objectif principal de l'IITA est d'améliorer la production et la productivité des principaux produits de base en Afrique, notamment le manioc, la banane et le plantain, la patate douce, le niébé, le maïs, et le soja. En partenariat avec le Centre international d'amélioration du maïs et du blé (CIMMYT), l'IITA a développé près de 160 nouvelles variétés de maïs résistantes à la sécheresse pour 13 pays d'Afrique.
En 2015, son budget annuel est de 107 315 millions de dollars. L'IITA compte 195 employés (2019), et est dirigée par Nteranya Sanginga.

## Récompenses
- 2018 : Africa Food Prize, prix du African Green Revolution Forum[9]

## Collections entomologiques

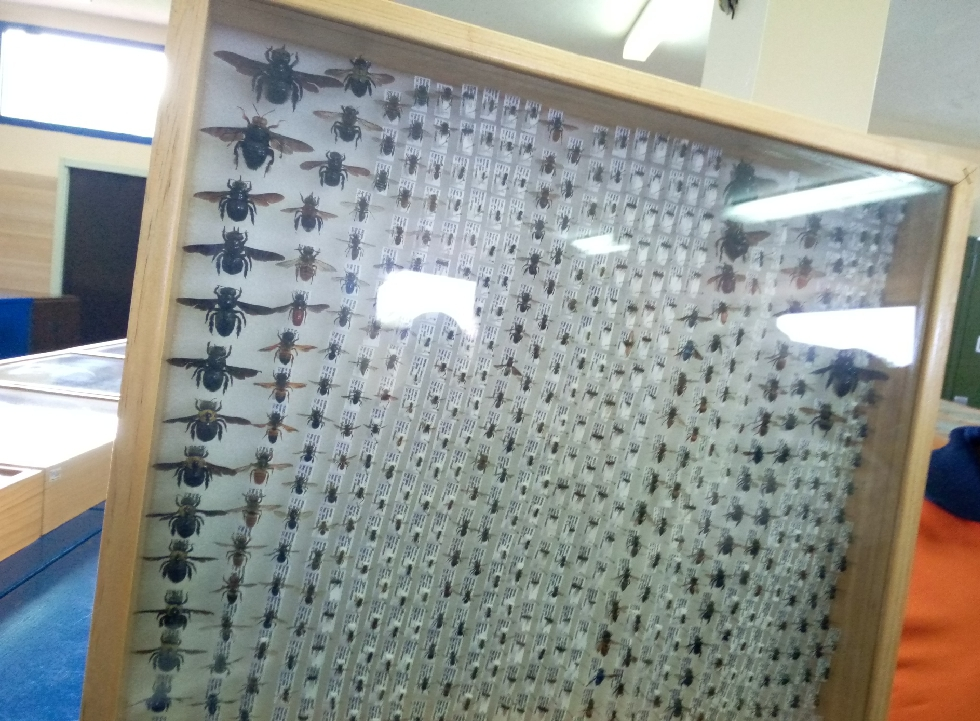
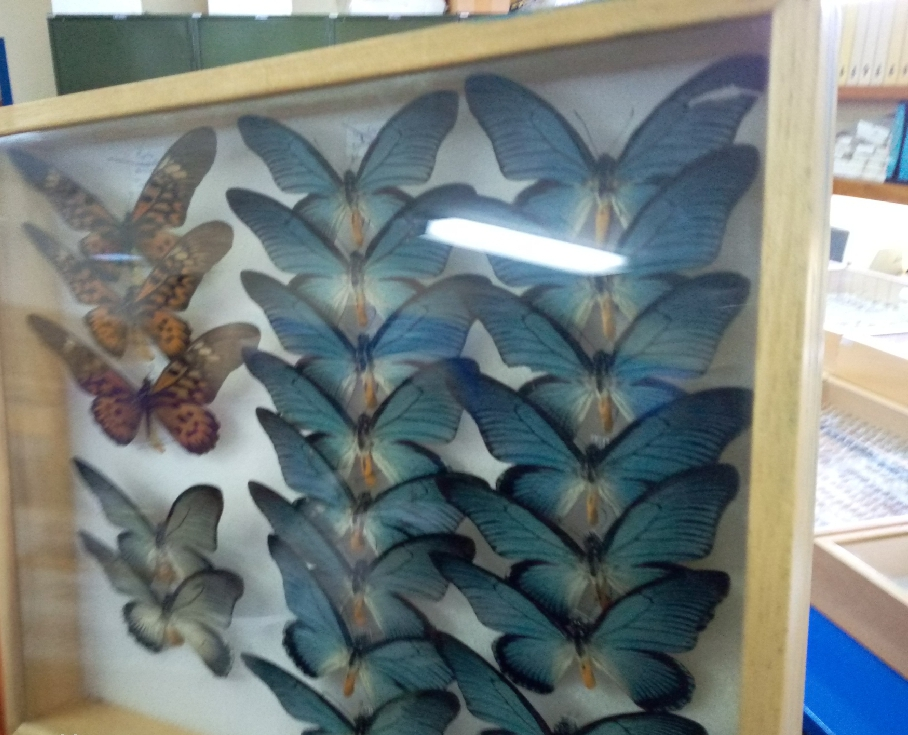
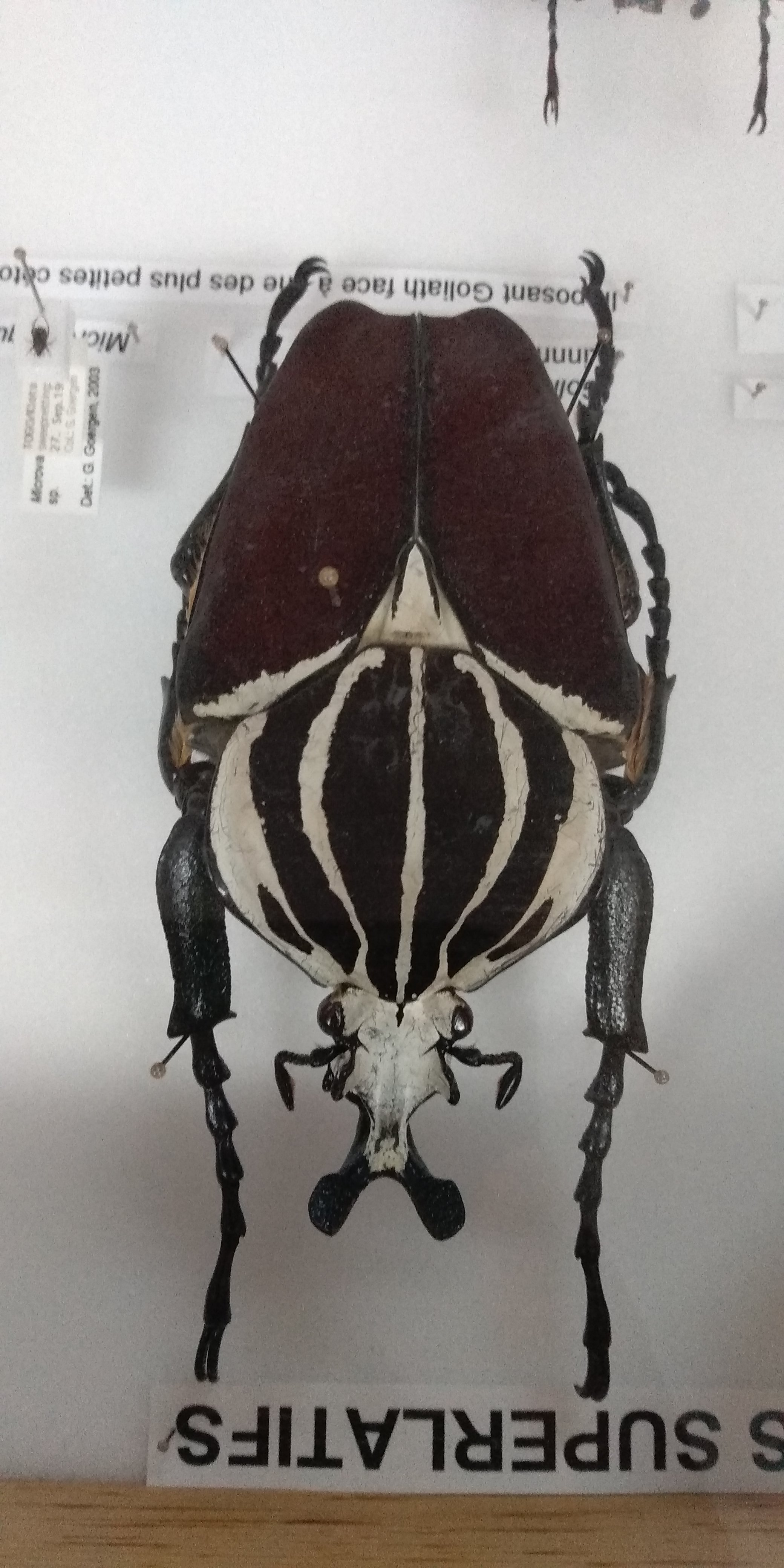
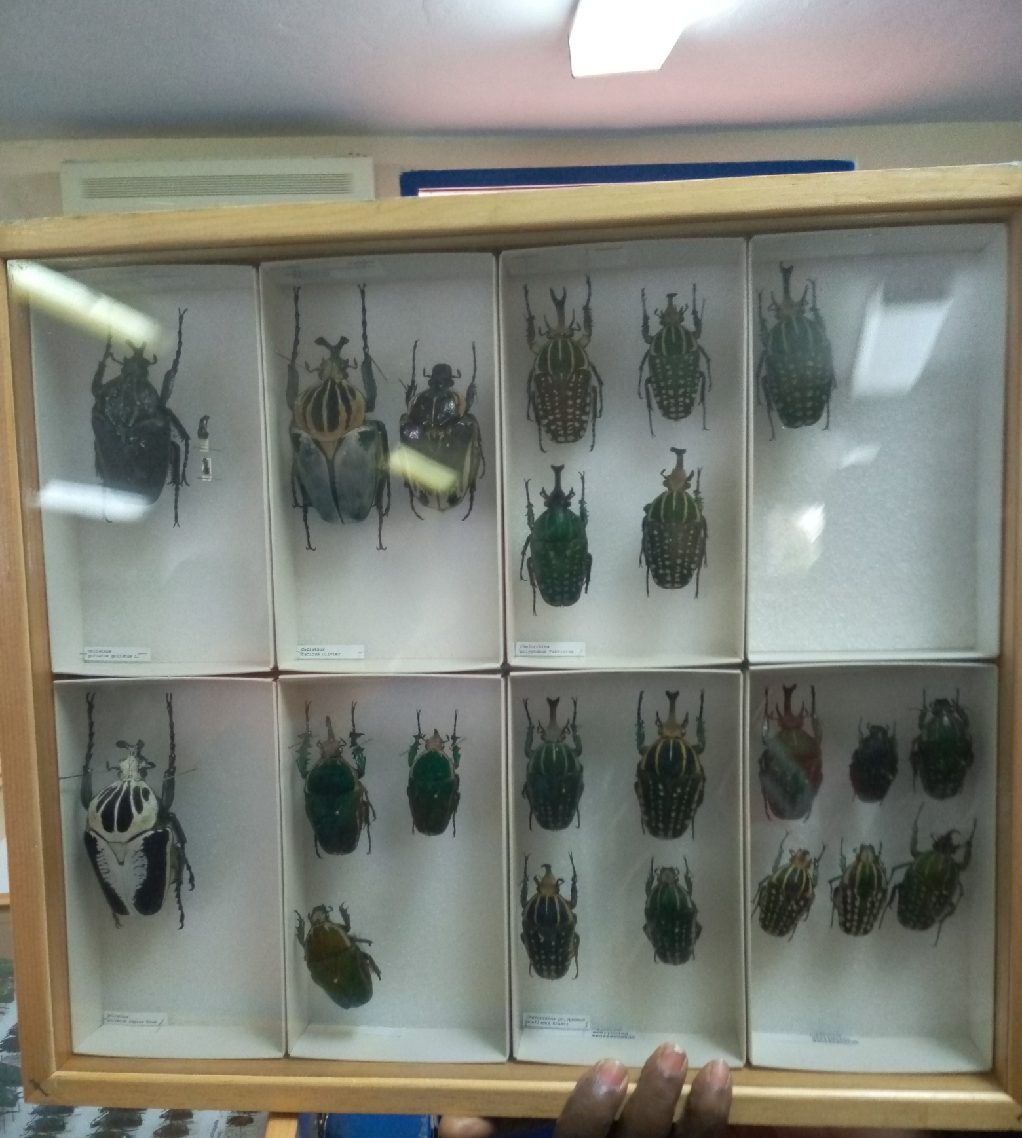